# 杜潔麗
杜潔麗，JP（1970年9月28日—），香港公務員，現任民政事務總署署長，曾出任香港駐倫敦經濟貿易辦事處處長。她在1992年從香港大學取得计算机科学理學學士，隨即在同年7月加入港英政府工業署，再於1995年1月晉升為一級助理貿易主任。然而，她於同年9月轉任政務主任，並獲派至懲教署任職，及後輾轉於多個不同決策局及部門出仕。她在2015年10月19日至2019年9月29日出任香港駐倫敦經濟貿易辦事處‬處長，在任內於2017年12月1日獲委任為官守太平紳士。在李家超當選行政長官後，她於2022年5月獲調派至候任行政長官辦公室出任李的私人秘書，再在同年7月轉至行政長官辦公室繼續效力，直至2023年6月調職保安局副秘書長，負責監督跨部門反恐專責組等工作。她在2025年2月3日起出任民政事務總署署長。